# Regione ecclesiastica Campania
La regione ecclesiastica Campania è un ente ecclesiastico dotato di personalità giuridica eretto dalla Santa Sede ed è una delle sedici regioni ecclesiastiche in cui è suddiviso il territorio della Chiesa cattolica in Italia.

## Territorio
La regione ecclesiastica Campania comprende i seguenti territori:
- la regione amministrativa Campania della Repubblica Italiana, eccetto i comuni di Capriati a Volturno, Ciorlano, Fontegreca, Gallo Matese e Mastrati (frazione di Pratella), in provincia di Caserta, che appartengono alla diocesi di Isernia-Venafro e alla regione ecclesiastica Abruzzo-Molise; e i comuni di San Pietro Infine e Rocca d'Evandro in provincia di Caserta, che fanno parte della diocesi di Sora-Cassino-Aquino-Pontecorvo nella regione ecclesiastica Lazio;
- il comune di Anzano di Puglia, in provincia di Foggia in Puglia, aggregato alla diocesi di Ariano Irpino-Lacedonia.

La regione ecclesiastica Campania ha sede a Napoli, ed è governata collegialmente dalla conferenza episcopale regionale campana.

## Storia
L'istruzione Alcuni arcivescovi della Congregazione dei vescovi e regolari del 24 agosto 1889 estese a tutta l'Italia l'uso esistente in alcune regioni italiane delle conferenze episcopali regionali, riunioni annuali dei vescovi della stessa regione per discutere questioni comuni, condividere pareri, affrontare e superare difficoltà. L'istruzione suddivise la penisola in 17 regioni, e tre di queste coprivano il territorio dell'odierna regione Campania:
- la regione di Benevento, che comprendeva la provincia ecclesiastica di Benevento e l'abbazia territoriale di Montevergine. L'arcidiocesi di Benevento aveva le seguenti suffraganee: Sant'Agata de' Goti, Alife, Ariano, Ascoli e Cerignola, Avellino, Boiano, Bovino, Larino, Lucera, San Severo, Telese e Termoli;[3]
- la regione Campania, che comprendeva le province ecclesiastiche di Capua, Napoli e Sorrento, le sedi immediatamente soggette di Aversa e di Aquino, Sora e Pontecorvo, e l'abbazia territoriale di Montecassino. Capua, Napoli e Sorrento comprendevano le seguenti suffraganee: Caiazzo, Calvi e Teano, Caserta, Isernia e Venafro, Sessa, Acerra, Ischia, Nola, Pozzuoli e Castellammare;[3]
- la regione di Salerno e Basilicata, che comprendeva le province ecclesiastiche di Salerno, Acerenza e Matera, e Conza, le sedi immediatamente soggette di Amalfi, Sarno e Cava, Melfi e Rapolla, l'abbazia territoriale della Santissima Trinità di Cava de' Tirreni. Le diocesi suffraganee di questa regione erano quelle di Acerno, Capaccio-Vallo, Diano, Marsico Nuovo, Nocera de' Pagani, Nusco, Policastro, Anglona-Tursi, Potenza, Tricarico, Venosa, Sant'Angelo dei Lombardi e Bisaccia, Campagna, Lacedonia e Muro.[3]

La lettera circolare del 15 febbraio 1919 della Congregazione Concistoriale ribadiva la stessa suddivisione, con un solo cambiamento, ossia il passaggio della diocesi Aquino, Sora e Pontecorvo alla regione del Lazio inferiore.
Con il decreto Iam pridem del 29 settembre 1933, la Congregazione Concistoriale inserì nella regione beneventana l'arcidiocesi di Manfredonia e Vieste e le diocesi di Foggia e di Troia.
Il decreto Eo quod della Congregazione per i vescovi del 12 settembre 1976 soppresse le conferenze episcopali della regione Benevento e della regione Salerno-Basilicata, incluse tutte le diocesi della Campania nella regione ecclesiastica omonima, con esclusione di tutte le sedi che appartenevano alle regioni Molise, Puglia, Basilicata e Lazio.
Il 4 novembre 1994, con il decreto Ut communis della Congregazione per i vescovi, alla regione ecclesiastica Campania fu conferita la personalità giuridica canonica pubblica «per promuovere l'azione comune di diverse diocesi vicine, secondo le circostanze di persone e di luoghi», e «favorire maggiormente le relazioni reciproche tra i Vescovi diocesani».
Il 16 febbraio 1996 lo stato italiano riconobbe la personalità giuridica civile della regione ecclesiastica Campania.

## La regione ecclesiastica oggi

### Statistiche
Dati statistici secondo l'Annuario pontificio 2024:
- Superficie in km²: 13.824
- Abitanti: 6.071.794
- Parrocchie: 1.831
- Numero dei sacerdoti secolari: 2.163
- Numero dei sacerdoti regolari: 841
- Numero dei diaconi permanenti: 728

### Suddivisione
Questa regione ecclesiastica è composta da venticinque diocesi, così ripartite:
- Arcidiocesi di Napoli metropolitana, che ha come suffraganee:
  - Diocesi di Acerra
  - Diocesi di Alife-Caiazzo
  - Diocesi di Aversa
  - Arcidiocesi di Capua
  - Diocesi di Caserta
  - Diocesi di Ischia
  - Diocesi di Nola
  - Prelatura territoriale di Pompei
  - Diocesi di Pozzuoli
  - Diocesi di Sessa Aurunca
  - Arcidiocesi di Sorrento-Castellammare di Stabia
  - Diocesi di Teano-Calvi
- Arcidiocesi di Benevento metropolitana, che ha come suffraganee:
  - Diocesi di Ariano Irpino-Lacedonia
  - Diocesi di Avellino
  - Diocesi di Cerreto Sannita-Telese-Sant'Agata de' Goti
  - Abbazia territoriale di Montevergine
  - Arcidiocesi di Sant'Angelo dei Lombardi-Conza-Nusco-Bisaccia
- Arcidiocesi di Salerno-Campagna-Acerno metropolitana, che ha come suffraganee:
  - Arcidiocesi di Amalfi-Cava de' Tirreni
  - Abbazia territoriale della Santissima Trinità di Cava de' Tirreni
  - Diocesi di Nocera Inferiore-Sarno
  - Diocesi di Teggiano-Policastro
  - Diocesi di Vallo della Lucania

## Conferenza episcopale campana
- Presidente: Antonio Di Donna, vescovo di Acerra
- Vicepresidente: Pasquale Cascio, arcivescovo di Sant'Angelo dei Lombardi-Conza-Nusco-Bisaccia
- Segretario generale: Antonio De Luca, C.SS.R., vescovo di Teggiano-Policastro

### Vescovi delegati
- Diaconato permanente: Gennaro Acampa, già vescovo ausiliare di Napoli
- Educazione, scuola, università, IRC e cultura: Felice Accrocca, arcivescovo metropolita di Benevento, e Giuseppe Giudice, vescovo di Nocera Inferiore-Sarno
- Problemi sociali e lavoro; salvaguardia del Creato: Francesco Alfano, arcivescovo di Sorrento-Castellammare di Stabia
- Cooperazione missionaria tra le Chiese: Michele Autuoro, vescovo ausiliare di Napoli
- Tutela dei minori: Domenico Battaglia, arcivescovo metropolita di Napoli
- Catechesi: Andrea Bellandi, arcivescovo metropolita di Salerno-Campagna-Acerno
- Clero e vocazioni: Francesco Beneduce, S.I., vescovo ausiliare di Napoli
- Problemi giuridici: Tommaso Caputo, arcivescovo-prelato di Pompei
- Ecumenismo e dialogo interreligioso: Gaetano Castello, vescovo ausiliare di Napoli
- Pastorale della salute: Giacomo Cirulli, vescovo di Teano-Calvi, di Alife-Caiazzo e di Sessa Aurunca
- Comunicazioni sociali; carità: Antonio De Luca, C.SS.R. vescovo di Teggiano-Policastro
- Liturgia: Riccardo Luca Guariglia, O.S.B., abate ordinario di Montevergine
- Famiglia e vita: Pietro Lagnese, vescovo di Caserta e arcivescovo di Capua
- Migrazioni: Giuseppe Mazzafaro, vescovo di Cerreto Sannita-Telese-Sant'Agata de' Goti
- Beni culturali ecclesiastici ed edilizia di culto: Sergio Melillo, vescovo di Ariano Irpino-Lacedonia
- Vita consacrata: Michele Petruzzelli, O.S.B., abate ordinario della Santissima Trinità di Cava de' Tirreni
- Tempo libero, turismo e sport: Orazio Soricelli, arcivescovo di Amalfi-Cava de' Tirreni
- Laicato: Angelo Spinillo, vescovo di Aversa
- Pastorale giovanile: Carlo Villano, vescovo di Pozzuoli e di Ischia

### Altri membri
- Membro: Arturo Aiello, vescovo di Avellino
- Membro: Vincenzo Calvosa, vescovo di Vallo della Lucania
- Membro: Pasquale Cascio, arcivescovo di Sant'Angelo dei Lombardi-Conza-Nusco-Bisaccia
- Membro: Antonio Di Donna, vescovo di Acerra
- Membro: Francesco Marino, vescovo di Nola
- Membro: Alfonso Raimo, vescovo ausiliare di Salerno-Campagna-Acerno

### Cronotassi dei presidenti
- Michele Giordano (1987-2006)
- Crescenzio Sepe (2006-2020)
- Antonio Di Donna, dal 2020

## Diocesi campane soppresse
- Diocesi di Acquaputrida
- Diocesi di Agropoli
- Diocesi di Arpaia
- Diocesi di Atella
- Diocesi di Bussento
- Diocesi di Capri
- Diocesi di Carinola
- Diocesi di Cuma
- Diocesi di Eclano
- Diocesi di Frigento
- Diocesi di Galazia in Campania
- Diocesi di Giffoni
- Diocesi di Lettere
- Diocesi di Limosano
- Diocesi di Liternum[10]
- Diocesi di Massa Lubrense
- Diocesi di Minori
- Diocesi di Miseno
- Diocesi di Montemarano
- Diocesi di Monteverde
- Diocesi di Ravello
- Diocesi di Sala Consilina
- Diocesi di Scala
- Diocesi di Tocco Caudio
- Diocesi di Trevico
- Diocesi di Velia
- Diocesi di Vico Equense
- Diocesi di Volturno